# Christlicher Entwicklungsdienst
Der Christliche Entwicklungsdienst (CED) ist eine gemeinnützige überkonfessionelle Nichtregierungsorganisation mit Sitz in München. Die Stiftung wurde 1992 von der Tropenärztin Susanne Pechel gegründet und fördert Hilfsprojekte in Afrika, Asien, Lateinamerika und Europa.
Die Förderschwerpunkte beinhalten den Bau von Armenhäusern, Krankenstationen, Schulen, Ausbildungszentren, Brunnen und Bewässerungssystemen, Behindertenheimen sowie Entwicklungshilfearbeiten im Rahmen der Obdachlosenhilfe, Gesundheitserziehung, Nahrungsmittelhilfe, Schulausbildung und HIV-/AIDS-Hilfe.

## Arbeitsschwerpunkte und Projekte
Die Organisation fördert 12 Hilfsprojekte in unterschiedlichen Regionen der Länder Indien, Tansania, Ghana, Peru und Bulgarien. Rund eine halbe Million Menschen werden hierdurch erreicht.
Seine Förderschwerpunkte sind:
- Medizinische Hilfe: Bau und Betrieb von Krankenhäusern, Behindertenheimen und HIV-/AIDS-Stationen sowie die Bereitstellung einer medizinischen Basisversorgung
- Ausbildungshilfe: Bau und Betrieb von Schulen und Ausbildungszentren sowie Schulpatenschaften für Waisen und Kinder aus einkommensschwachen Familien[3][4]
- Obdachlosenhilfe: Bau und Unterhalt von Armen- und Obdachloseneinrichtungen[5]
- Nahrungsmittelhilfe: Aufbau und Betrieb von Armenküchen für Straßenkinder, Alte, Kranke und Obdachlose, sowie Nahrungsmittelversorgung in Dürregebieten
- Aufbau- und Entwicklungshilfe: Errichtung von Dorfstrukturen durch den Bau von Schulen und Gemeindezentren, Bau von Brunnen und landwirtschaftlichen Bewässerungssystemen, Getreidesilos etc.

Grundprinzip der Projektarbeit sind Transparenz und persönlicher Kontakt zu allen Hilfsprojekten.

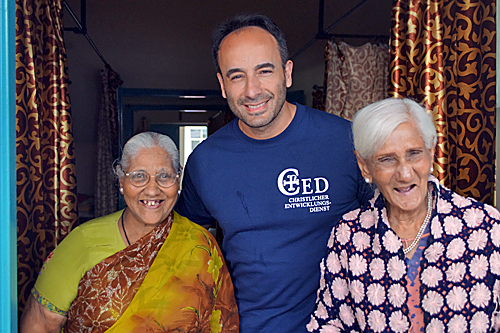
CED-Helfer auf Projektbesuch in einem Armenhaus in Kolkata, Indien

Die Stiftung arbeitet mit lokal ansässigen Projektpartnern wie christlichen Partnerorganisationen und Ordensgemeinschaften zusammen, die Notleidende in der Bevölkerung unabhängig von Rasse, Kaste und Religion durch humanitäre Dienste unterstützen. Die Projektpartner erhalten meist keine oder nur unzureichende staatliche und kirchliche Unterstützung und sind daher vollständig auf Privatspenden angewiesen. Freiwillige, sogenannte CED-Helfer (syn. „CEDler“), besuchen die geförderten Hilfsprojekte regelmäßig und auf eigene Kosten, um sich ein Bild über die Situation vor Ort zu machen. Als „Sprachrohr der Armen“ informieren sie nach ihrer Rückkehr in Deutschland die Spender ihres Umfeldes aus erster Hand. Ebenso wird durch den Besuch der Helfer ein persönliches Miteinander zu den Bedürftigen und Projektpartnern aufgebaut und gemeinsame Möglichkeiten für Hilfsmaßnahmen geschaffen.

## Organisation und Struktur
Die Mitglieder des Vorstands und des Stiftungsrats sowie die Gründerin sind ehrenamtlich tätig und verzichten auf jedwede Aufwandsentschädigungen. Zudem sind ebenfalls alle Helfer des CED ehrenamtlich tätig. Die Helferkreise, die in Deutschland (9 Kreise) und Bulgarien (1 Kreis) lokalisiert sind, setzen sich aus Menschen unterschiedlicher Altersgruppen und Berufe zusammen. Durch Benefizaktionen und Spendensammlungen unterstützen sie die Finanzierung der CED-Hilfsprojekte und stehen zugleich im direkten Kontakt zu den Spendern in Deutschland. Langjährige CED-Helfer besuchen regelmäßig und auf eigene Kosten die Hilfsprojekte. Derzeit zählt die Organisation deutschlandweit rund 2.000 aktive Förderer und 200 ehrenamtliche Helfer, zu denen viele Schulen, Pfarrgemeinden und Einzelpersonen gehören. Da die Ehrenamtlichen nur in ihrer freien Zeit neben ihren Berufen tätig sein können, wird der CED durch hauptamtliche Teilzeitkräfte verstärkt.

Seit seiner Gründung bekommt die Stiftung die Räumlichkeiten für seine Tätigkeit (Büro, Lagerraum, Veranstaltungen) unentgeltlich durch den Pfarrer und die Kirchenstiftung St. Joseph, in München-Maxvorstadt, zur Verfügung gestellt. Die ehemaligen Bayerischen Kapuziner (heute Deutschen Kapuziner) haben die Stiftung seit Beginn durch die Beheimatung und Bereitstellung der Räumlichkeiten in der ehemaligen Kapuzinerpfarrei St. Joseph in München, so wie durch die Unterstützung bei Spenden- und Sammelaktionen unterstützt. Das Charisma der Kapuziner durch die Nähe zum Menschen, vor allem den Armen, Schwachen und Kranken hat die Stiftung in seiner Entwicklung entscheidend mitgeprägt.

## Leitbild

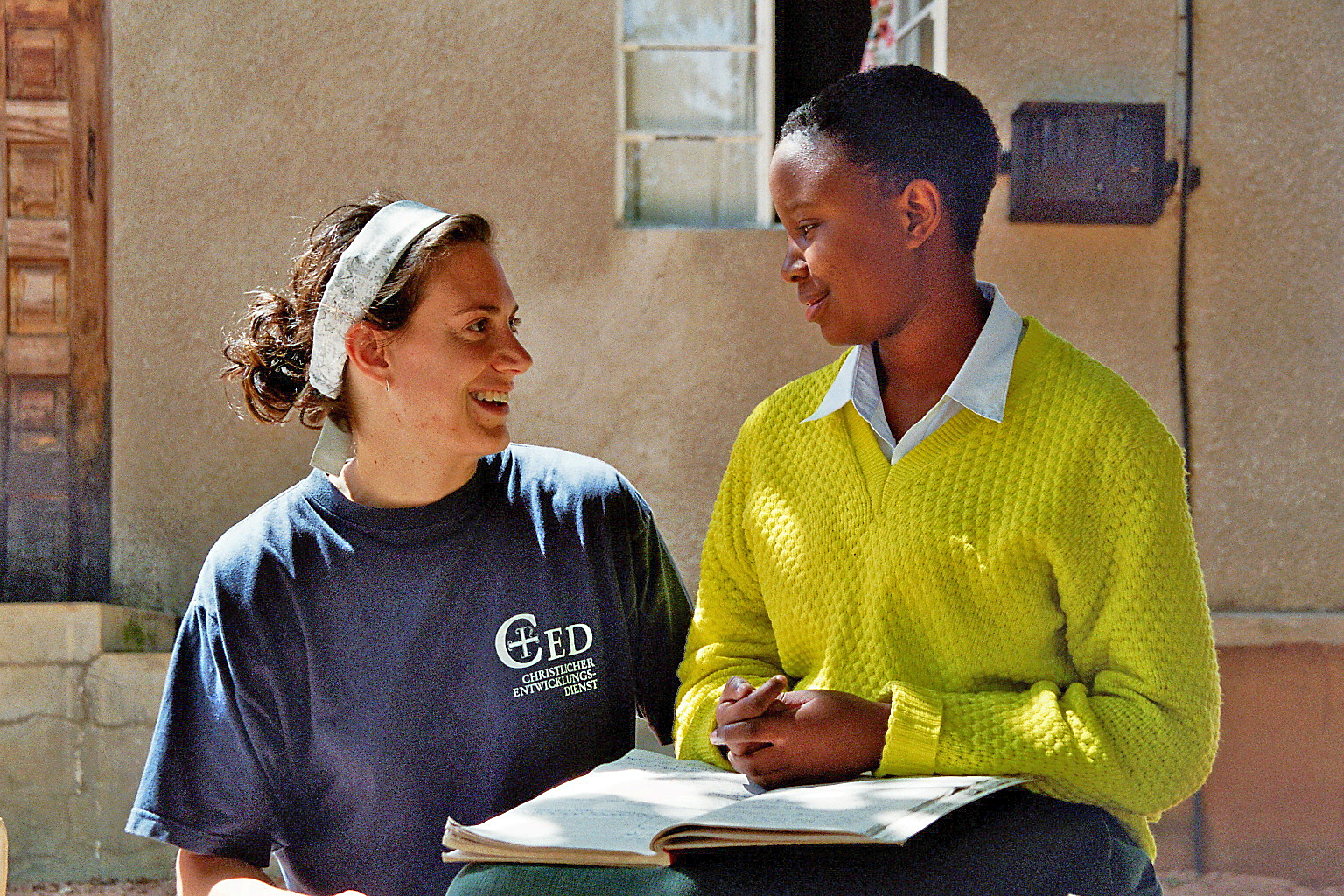
CED-Helferin mit einer Schülerin in Tansania

Folgende Leitgedanken sollen die CED-Helfer berücksichtigen: Die Würde des Menschen zu achten (1), in der Gesamtheit der Hilfeleistung als Gemeinschaft zu wirken, um durch die unterschiedlichen Fähigkeiten und Möglichkeiten mehr bewirken zu können (2), sich mit konkreten Hilfsmaßnahmen den existenziellen Nöten der Mitmenschen in den armen Ländern anzunehmen und sich für soziale Gerechtigkeit einzusetzen (gemäß Mt. 25; 35-41) (3), die Einladung zum „Miteinander Helfen“ weiterzugeben und dadurch das Prinzip der vielen kleinen Hilfen zu leben, die an vielen kleinen Orten der Welt Hilfe schenken und Veränderung zum Guten ermöglichen (4), die persönliche Kontaktpflege zu den Spendern, Bedürftigen und Projektpartnern zu pflegen, um dabei persönliche Brücken der Anteilnahme zwischen Spendern und Armen aufzubauen und eine Transparenz der Hilfeleistung zu ermöglichen (5), sorgfältiger und gewissenhafter Umgang mit den Finanzen (6), sowie den christlichen Glauben durch gelebtes Beispiel weiterzugeben (7). Die Stiftung unterstreicht seine christliche Identität im Leitbild, betont aber auch, dass die Partnerorganisationen vor Ort sowohl bei den Hilfeempfängern als auch beim einheimischen Personal unabhängig von der Religionszugehörigkeit handeln. So werden beispielsweise in Tansania und Indien genauso Nichtchristen und muslimisches Personal eingesetzt, als auch im kulturellen Kontext der Projektländer gehandelt. Die Religionszugehörigkeit der Hilfeempfänger spielt in keinem der CED-Hilfsprojekte eine Rolle.

## Rechtsform und Finanzierung
Der CED ist als gemeinnützige Stiftung des öffentlichen Rechts anerkannt und berechtigt, Spendenquittungen auszustellen. Die Stiftung wird von der Stiftungsaufsicht der Regierung von Oberbayern und einem unabhängigen Wirtschaftsprüfer kontrolliert. Sie wird finanziell zu 100 Prozent durch ihre rund 2.000 Spender getragen und erhält weder staatliche noch kirchliche Zuschüsse. Das Stiftungsumlaufvermögen betrug 2013 rund 500.000 Euro.

## Publikationen
des CED:
- Miteinander-Helfen-Heft: Jahresmagazin des CED, Erscheinung einmal jährlich (Frühjahr), informiert über die aktuellen Entwicklungen der CED-Hilfsprojekte im Ausland und die laufenden Spendenhilfsaktionen in Deutschland.

über den CED:
- Werner Reuß (Redaktion, ARD-alpha), Sabrina Staubitz (Moderation),"Alpha Forum mit Susanne Pechel" (Fernsehgespräch und Porträt, 45 Minuten, Erstausstrahlung 30. Oktober 2014, ARD-alpha)
- Doris Andreas (Autorin), "Zeichen der Zeit: Nicht nur zur Weihnachtszeit ..." (2001, Fernsehdokumentation, 43 Minuten)
- Renate Stegmüller (Autorin), "Lebenslinien: Der kleine Himmel, Susanne P. – vom Glück des Helfens" (1997, Fernsehdokumentation und Porträt, 45 Minuten)
- Elke Zimmermann, Evangelische Funkagentur, Sendung Hauptsache Mensch (2012, Hörfunksendung und Porträt, 40 Minuten), abgerufen am 23. Oktober 2014
- Norbert Joa, Bayern 2: "Eins zu Eins. Der Talk" im Gespräch mit Susanne Pechel (8. Oktober 2013; Hörfunkinterview, 55 Minuten)
- Biografisches Kurzporträt von Susanne Pechel 2013 in: MITTENDRIN 3 (9./10. Jg.) „Jesus – die Spur von morgen“: Lernlandschaften Religion. Unterrichtswerk für katholischen RU an Gymnasien in BW MITTENDRIN. Lernlandschaften Religion, Band 5)